# Ganta

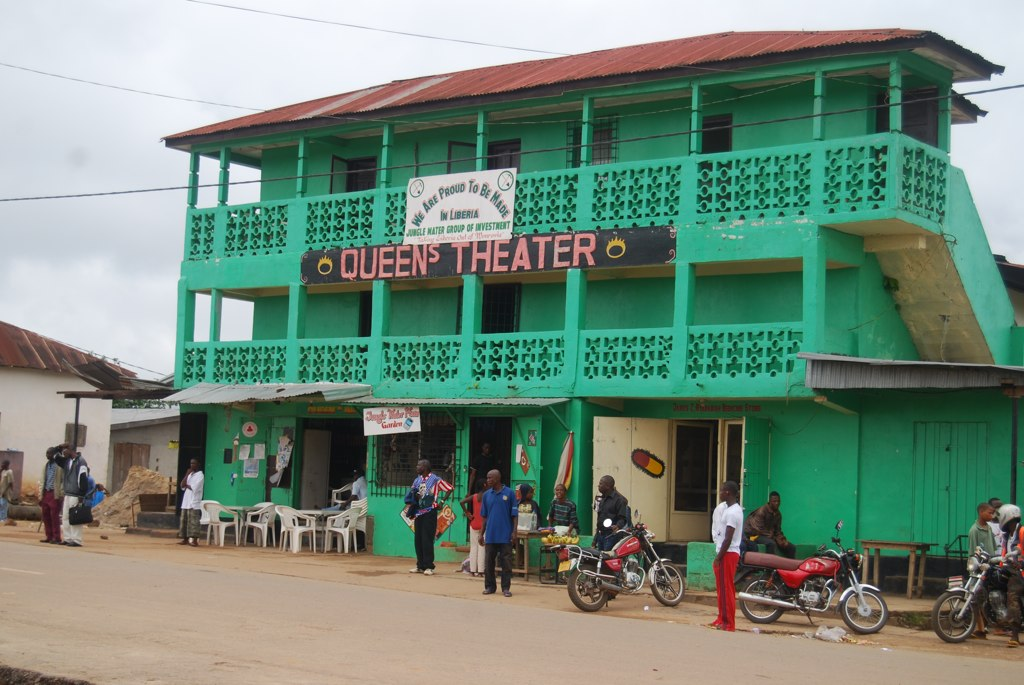
Ganta, Queen's Theatre (2011)

Ganta, auch Gahnpa, ist nach der Einwohnerzahl die größte Stadt des Nimba County in Liberia, Westafrika. Hier leben etwa 41.100 Einwohner, ein großer Teil der Bevölkerung ist muslimischen Glaubens.
Ganta befindet sich an der Grenze zu Guinea und liegt am Mani River, dem Hauptzufluss des Saint John River. Mit Unterstützung der United Methodist Church gründeten die Ärzte Dr. George Harley und seine Frau Winifred das Ganta Hospital, dieses Krankenhaus versorgt inzwischen  mehr als 450.000 Einwohner in Nordliberia und den angrenzenden Staaten.
Der Dakar-Lagos-Highway führt von Monrovia durch den Ort nach der Grenze zur Elfenbeinküste.